# 圣马塞尔莱克莱雷
圣马塞尔莱克莱雷（法語：Saint-Marcel-l'Éclairé，法語發音：[sɛ̃ maʁsɛl leklɛʁe] ⓘ）是法国罗讷省的一个市镇，属于索恩河畔自由城区。

## 地理
圣马塞尔莱克莱雷（45°52'30"N, 4°26'3"E）面积11.88 平方千米，位于法国奥弗涅-罗讷-阿尔卑斯大区罗讷省，该省份为法国中东部省份，北起顺时针与索恩-卢瓦尔省、安省、里昂大都会、伊泽尔省和卢瓦尔省接壤。
与圣马塞尔莱克莱雷接壤的市镇（或旧市镇、城区）包括：塔拉尔、维奥莱、阿富、茹村、圣福尔热。

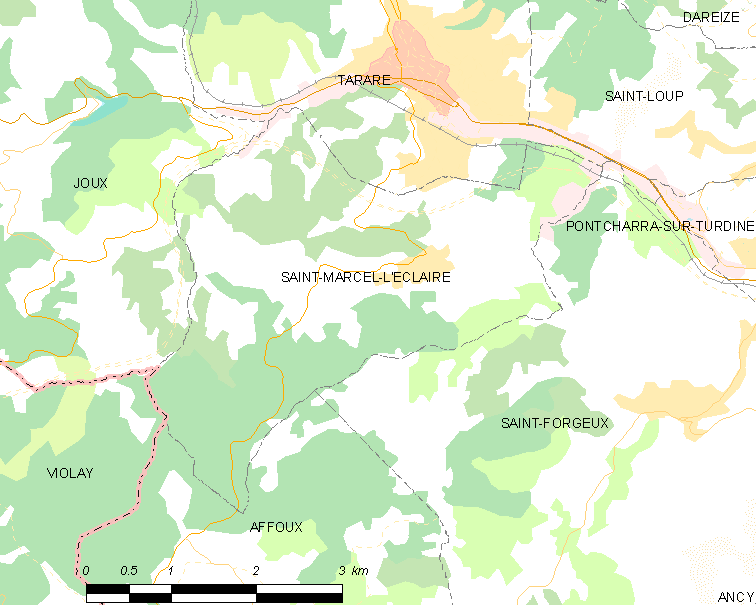
圣马塞尔莱克莱雷的OSM定位图

圣马塞尔莱克莱雷的时区为UTC+01:00、UTC+02:00（夏令时）。

## 行政
圣马塞尔莱克莱雷的邮政编码为69170，INSEE市镇编码为69225。

## 政治
圣马塞尔莱克莱雷所属的省级选区为塔拉尔县。

## 人口

1962-2008年间圣马塞尔莱克莱雷人口变化图示

圣马塞尔莱克莱雷于2022年1月1日时的人口数量为568人。